# Josef Hebel (Unternehmen)
Die Josef Hebel GmbH & Co. KG ist ein deutsches Familienunternehmen der Baubranche aus dem oberschwäbischen Memmingen.

## Geschichte

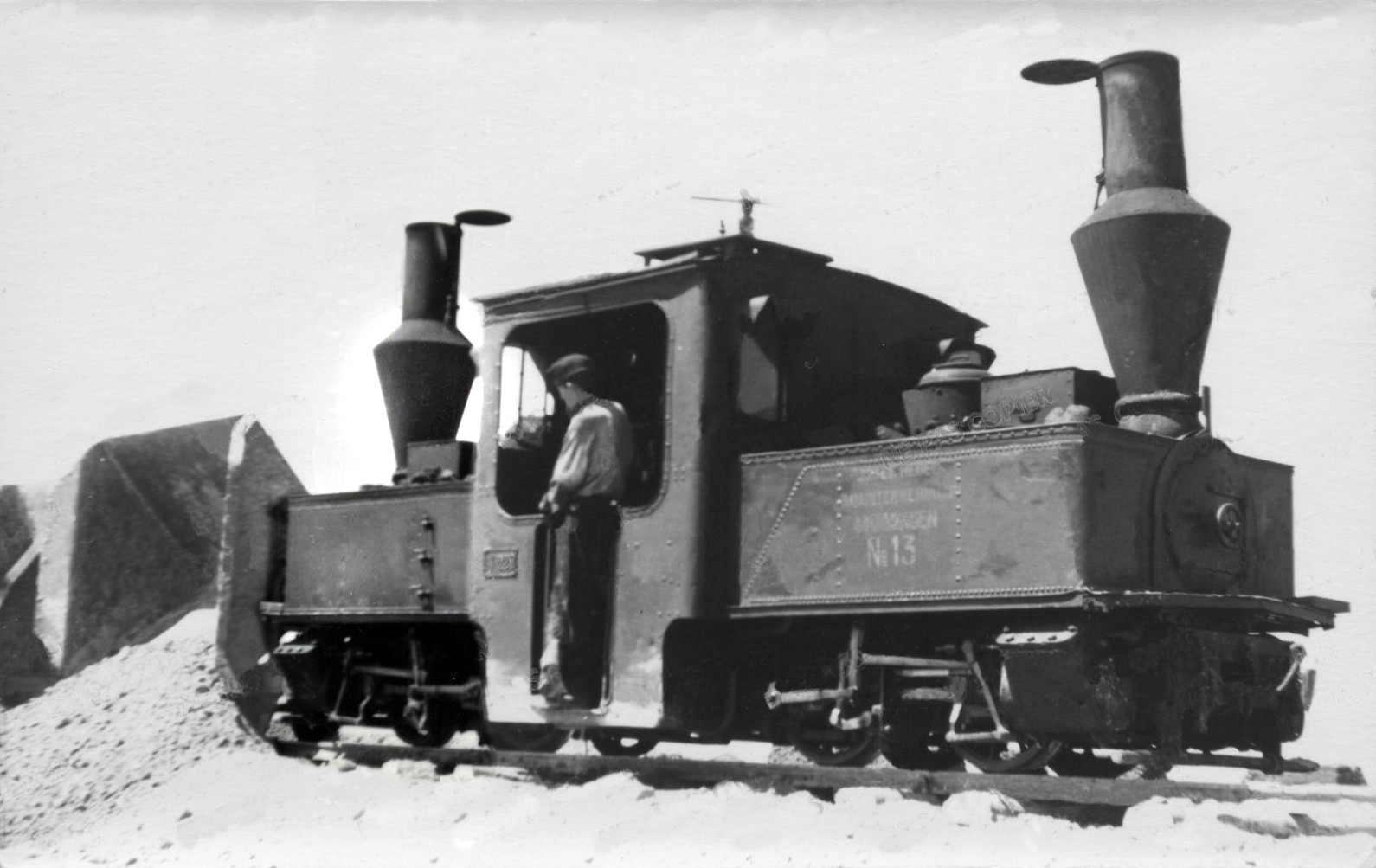
Péchot-Bourdon-Lok 13 des Bauunternehmens Josef Hebel, Memmingen

Das Unternehmen wurde 1921 als Hebel und del Mestre OHG gegründet und im Gesellschaftsregister beim Amtsgericht Memmingen eingetragen. Der damalige Tätigkeitsschwerpunkt war der Wohnungsbau im Niegrigpreissegment nach eigenen Entwürfen. Das erste Bürogebäude war damals noch die Wohnung des Unternehmensgründers Josef Hebel. Bereits damals wurden auch Kanalbauarbeiten ausgeführt. Im Jahr 1926 übernahm Josef Hebel das Unternehmen und war von da an Alleineigentümer. Er setzte den Schwerpunkt vor allem auf Industrie- und Behördenbauten. Gerade im Stahlbetonbau entwickelte er sich damals zu einem der führenden Anbieter schwäbisch-bayerischen Raum. Durch ein neues Werk in Emmering konnte die Produktion von Porenbeton ab 1943 anlaufen. Ab 1944 konnte auch der Münchner Raum dank einer neuen Zweigstelle in München und der Ravensburger Raum mit einer Zweigstelle in Ravensburg bedient werden.
1945 wurde im Werk ein Verfahren entwickelt, mit dem das Schneiden des eben standfesten Materials ermöglicht wurde. Die geschieht durch straff gespannte Stahldrähte. Damit wurde die Serienproduktion auch großformatiger Bauteile möglich. Der Bereich Porenbeton wurde in der Folge als Hebel AG mit Sitz in Emmering ausgegründet. Die Gesellschaft wuchs in der Folge zu einem bedeutenden deutschen Baustoffkonzern; im Geschäftsjahr 1998/99 erzielte das Unternehmen einen Umsatz von rund 900 Millionen Mark. Die Gesellschaft beschäftigte in 16 Betriebsstandorten etwa 3100 Mitarbeiter. Unternehmensfelder waren Wohn- und Wirtschaftsbau, Projekt- und Anlagenbau sowie Dämmsysteme. Außerdem gehörte bis 2001 das Unternehmen Hebel Haus mit Sitz in Alzenau zum Konzern. Im Jahr 2000 wurde die Hebel AG an die damalige Preussag veräußert und anschließend in die Fels-Werke integriert. Die Fels-Werke wurden 2001 von der Firma Franz Haniel & Cie. erworben, in die Unternehmensgruppe Xella eingegliedert, welche die Marke Hebel im Wirtschaftsbaubereich und Hebel Haus weiterhin betrieben haben.
Der Bereich Bau blieb weiterhin in Familienhand unter der Firma Josef Hebel. 2002 begann die Projektentwicklungsaktivität im Bereich Gewerbeimmobilien. Hierbei konnte ein Baumarkt im Memminger Gewerbegebiet Nord fertiggestellt werden. Durch den Hochwasserschutz an der oberen Iller wurde die Erweiterung der Tiefbau-Aktivitäten und der Einstieg in den Wasserbau bzw. Hochwasserschutz eingeleitet (2003). Durch die anhaltende Flaute auf dem deutschen Bausektor mussten in den Jahren 2002 bis 2004 mehrere Zweigstellen geschlossen werden. Das Personal sank in diesem Zeitraum deshalb von etwa 600 Mitarbeitern (2002) auf etwa 400 Mitarbeiter (2004). Der Umsatz des Unternehmens sank ebenso von etwa 88 Millionen Euro (2000) auf unter 60 Millionen Euro (2005). Trotz der wirtschaftlichen Turbulenzen wurde die Ausbildungszahl von etwa 50 Lehrlingen konstant gehalten. Ab dem Jahr 2006 nahm eine neue Asphaltmischanlage in Tautenhofen ihren Betrieb auf. 2006 konnten wieder Neueinstellungen vorgenommen werden, so dass nun wieder ca. 450 Mitarbeiter gezählt werden können. Der Umsatz stieg 2006 auf 84 Millionen Euro. Im Geschäftsjahr 2008 wurde erstmals der Umsatz auf über 100 Millionen Euro gesteigert.

### Bauten

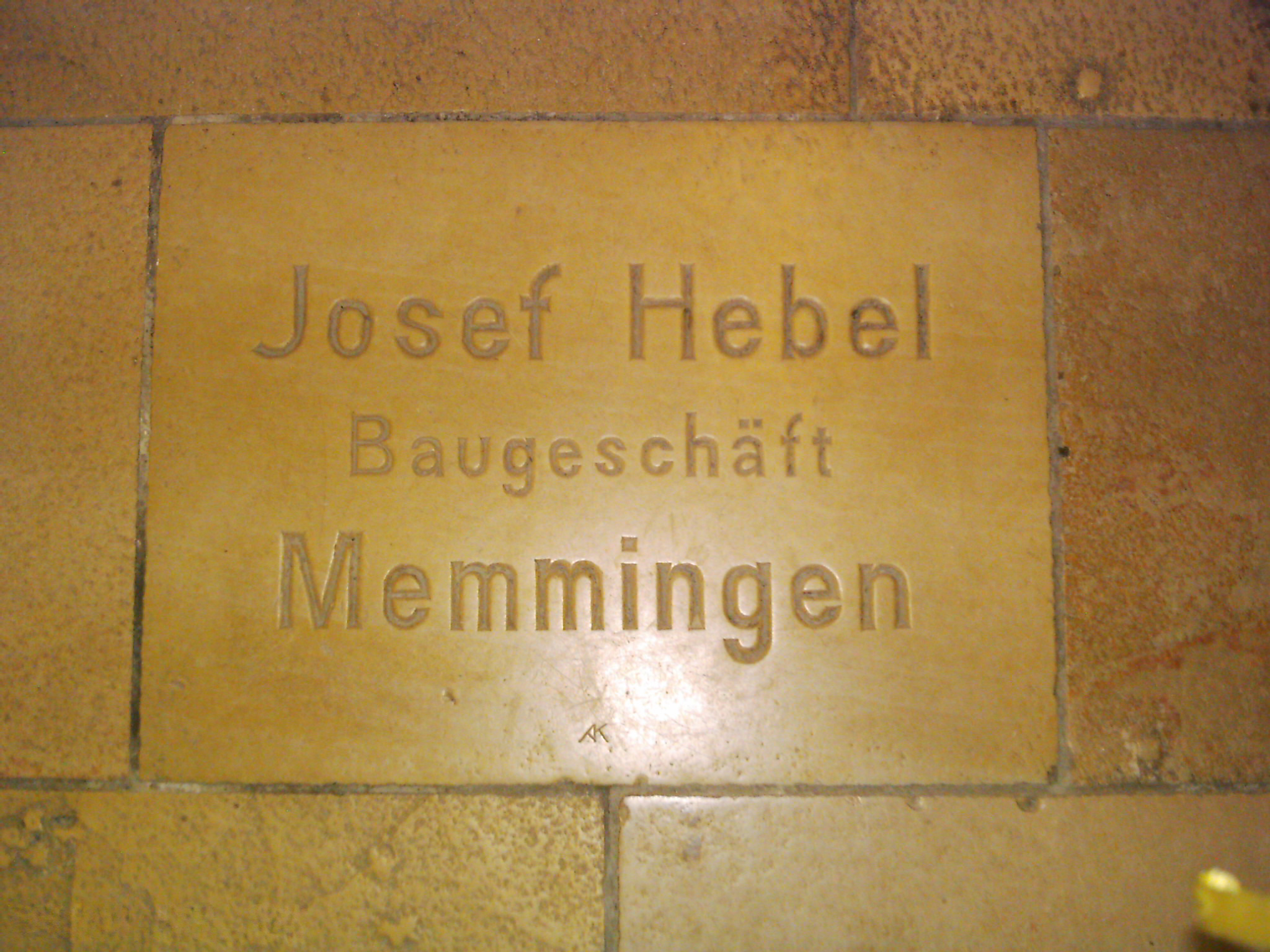
Erinnerungstafel in St. Josef (Memmingen)

- 1927–1929 die römisch-katholische Stadtpfarrkirche St. Josef in Memmingen
- 1929 die heute noch genutzte Stadionfesthalle in Memmingen
- 1932 Queralpenstraße Oberstaufen, Stocklauser Tobelbrücke
- 1938 Beteiligung an der Zerstörung der Memminger Synagoge[3]
- 1944 Kapernaum-Kirche des Evangelischen Gemeindezentrums im Münchner Norden am Lerchenauer See
- 1944 Neubau der Niederlassung der Daimler-Benz AG in Ravensburg
- 1962 Einrichtung der Bogenbrücke über den Auerbach. Der Bogen wurde aus Fertigteilen hergestellt.
- 1965 Kläranlage Buxheim, wurde 2008 stillgelegt
- vor 1974 Gnadenkirche in Fürstenfeldbruck
- 1975 Der erste Großkanal in der Geschichte des Unternehmens wird in der Dr.-Karl-Lenz-Straße in Memmingen verlegt
- 1975–1977 Hungerbrunnentalbrücke (BAB 7 Memmingen-Würzburg), die erste Taktschiebebrücke des Unternehmens
- 1978 Buxachtalbrücke – Hohlkastenbrücke gebaut im Taktschiebeverfahren, fertiggestellt 1990
- 1981 Stadthalle und Stadthallentiefgarage in Memmingen
- 1983 Der erste Fernmeldeturm mit über 100 m Höhe wird in Willstätt gebaut
- 1991 Fernmeldeturm Bernbeuren
- 1994 Beginn der Bauträgeraktivitäten mit der Entwicklung und Realisierung des Josef-Hebel-Wohnparks in Amendingen (auch „Im Paradies“ genannt)
- 1998 Bau der Gauchachtalbrücke Döggingen, das erste Brückenbauwerk des Unternehmens in Stahlverbundweise
- 1998 Bau des ersten Betreuten Wohnens des Unternehmens in Memmingen in der Buxacher Straße
- 2002 Neckartalbrücke bei Rottweil
- 2002 Bodenseetherme in Überlingen
- 2003 ifm ecomatic GmbH in Kressbronn am Bodensee
- 2003 Obere Iller Abschnitt Blaichach – Bauabschnitt I (Hochwasserschutzbaumaßnahmen)
- 2004 Leibniz-Rechenzentrum, Garching
- 2007 Möbelhaus Segmüller in Friedberg
- 2008–2010 Ersatzneubau der Ulrichsbrücke in Augsburg
- 2013 Neugestaltung Hildegardplatz in Kempten (Allgäu)

## Beteiligungen
Die Josef Hebel GmbH & Co. KG hat Beteiligungen an folgenden Unternehmen:	
- Baugesellschaft mbH Memmingen in Memmingen
- Transportbeton Leutkirch GmbH & Co. KG in Leutkirch im Allgäu
- Transportbetonwerke Aitrach-Memmingen in Memmingen